# Yves Lacoste
Yves Lacoste (n. 7 septembrie 1929, Fès, Regiunea Fès-Boulemane, Maroc) este un geograf și geopolitician francez. Expert în problemele lumii a treia, a relansat în Franța studiul geopoliticii și s-a afirmat ca cel mai mare geopolitician francez postbelic. În viziunea lui Lacoste, geopolitica nu este o simplă știință tradițională; ea este o abordare rațională a unui ansamblu de reprezentări obiective care exprimă rivalitatea dintre variate tipuri de forțe care se exercită pe determinate teritorii. Totodată, Yves Lacoste este din 1976 fondatorul și editorul revistei Herodot.